# Formiguera
Formiguera ([fuɾmi'ɣeɾə] i localment també [fɾumi'ɣeɾə], oficialment en francès Formiguères) és un poble i comuna nord-català de la comarca del Capcir, de la qual és la capital històrica. El terme comunal inclou també el poble de Vilanova de Formiguera.

## Etimologia
Joan Coromines explica en el seu Onomasticon Cataloniae que, contra l'etimologia popular, Formiguera no és un derivat de formiga, sinó que prové d'un nom de persona germànic de la mateixa rel d'on prové el verb català fornir, probablement Frumigar, prou conegut en l'antroponímia germànica antiga.
Atestacions antigues: Fromigueria l'any 900 (ALART, Cartutari, 11); Frumigera 1131 (Collection de Documents Inédits des Archives de la Couronne d'Aragon, IV, 5); Formiguera 1260 (ALART, Privilèges, 232); Formigera 1354 i 1395 (ALART, Doc. Géogr. 9 i 30); Fromiguera 1359 (Collection de Documents Inédits des Archives de la Couronne d'Aragon, XII, 116); Formiguera 1396, (ibíd., 174).

## Geografia

### Localització i característiques generals del terme

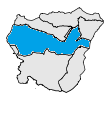
Situació de la comuna de Formiguera en el Capcir

El terme comunal de Formiguera, de 468.800 hectàrees d'extensió (el més gran del Capcir) és situat en el centre - nord-oest d'aquesta comarca. És al límit, pel nord-oest, amb el parçan del País de Foix, mentre que la resta de termenals són amb les altres comunes capcineses, per la qual cosa hi ocupa una posició central.
Aquest terme, estret i llarg de llevant a ponent, amb la zona més alta a ponent, on arriben els vessants orientals del Massís del Carlit, i la més baixa a llevant, a la vall de l'Aude, que travessa de sud a nord el sector oriental del terme de Formiguera. La part muntanyosa està constituïda principalment per dues valls que davallen cap a la de l'Aude: la de la Lladura i la de Galba, que és compartida amb Font-rabiosa. L'extrem occidental del terme és el que conté les muntanyes més altes: des del Puig Peric, de 2.810 m alt, el termenal va cap al nord-oest, passa pel Puig de la Portella Gran, de 2.729,3, pel Puig de l'Home Mort, de 2.668,1, recorre la Serra de Morters passant pel Coll de l'Home Mort, a 2.594, passa pel Puig de Morters, de 2.595,3, fins que arriba a l'extrem nord-est del terme, al Puig de Terrers, de 2.529,7, i aleshores torç cap a llevant, seguint la Serra dels Serrats Verds, que assoleix els m alt. Aquestes muntanyes conformen el circ de cims que delimiten la conca de naixement de la Lladura. La resta de la part muntanyosa del terme és el conjunt de serrats i carenes que des d'aquests cims davallen cap a l'est.
Formiguera és a 1.504 m alt, i el punt més baix del terme és a 1.417,6, a l'Embassament de Puigbalador, al nord-est del terme comunal. L'estació d'esquí està situada entre els 1.700 i els 2.400 metres d'altitud.
En el terme hi ha diversos boscs importants, tots ells de pi roig i pi negre: al nord-oest del llac, el Bosc Sectorial de Formiguera i el Bosc Sectorial de Vilanova, a més d'una part del Bosc Estatal de Barrès. Els dos primers formaven part del Bosc Comunal de Formiguera.
Termes municipals limítrofs:
|                                                          | Font-rabiosa / Puigbalador | Ral              |
| Orlun (Sabartès) / Angostrina i Vilanova de les Escaldes |                            | Censà (Conflent) |
|                                                          | Els Angles                 | Matamala         |

### El poble de Formiguera

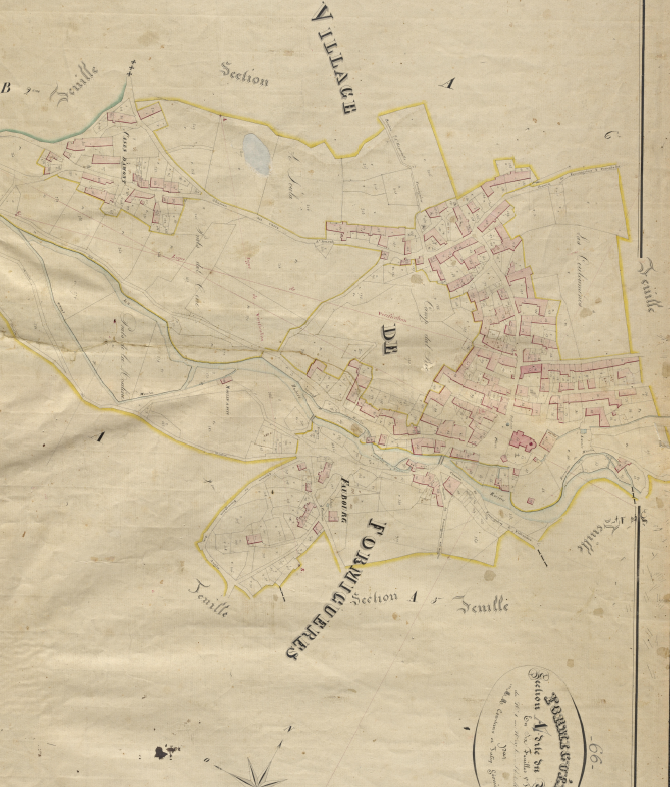
Formiguera en el Cadastre Napoleònic del 1812 (Arxius Departamentals dels Pirineus Orientals, ADPO)

Situat en el centre de la meitat oriental del terme comunal, al començament del pla del fons de la vall de l'Aude, el poble de Formiguera havia constituït un nucli a l'entorn de l'església parroquial de Santa Maria, amb el castell al seu costat meridional. Aquest nucli primigeni, tot ell a l'esquerra de la Lladura, està avui dia molt desdibuixat per la pràctica refacció de tot el poble vell. A partir d'aquest nucli primitiu es van anar confegint els barris antics del poble, a Cal Favar, a Cal Sord, el Carrer d'Amunt, el Carrer de Davant, el Carrer de Darrere, el Carrer, o Camí, de la Ribera, el Carrer, abans Camí, d'Andorra, el Carrer, o Camí, del Garraver, el Carrer del Solà, el Raval (sovint anomenat en francès, le Faubourg), la Ruta de Montlluís i el Solà, als quals s'uní més tard Andorra, o les Cases Velles, i ja en temps contemporanis, eixamplant considerablement el nucli de població, les modernes urbanitzacions de les Bassetes, Caselles, les Colomines, les Esplanelles, les Jonquilles, l'Oratori, el Solà, Sol i Neu i la Vallsera.

### Andorra, o les Cases Velles
El veïnat d'Andorra, o de les Cases Velles, és a prop del nucli vell de Formiguera, a ponent, una mica decantat cap al nord.

### Vilanova de Formiguera

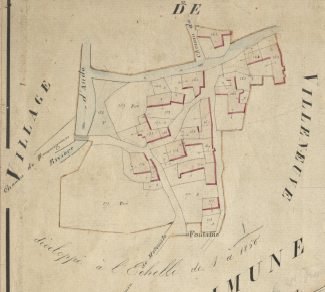
Vilanova de Formiguera en el Cadastre Napoleònic del 1812 (ADPO)

El poble de Vilanova de Formiguera, o, simplement, de Vilanova, és a l'extrem oriental del terme de Formiguera, al fons de la conca de l'Aude, riu que discorre pel costat de ponent del poble. Té a prop seu la capella de Santa Maria de Vilanova, construïda el 1730, edifici d'una sola nau amb portal adovellat i campanaret d'espadanya, que serva un notable retaule barroc.

### Estació d'esquí de Formiguera
L'Estació d'esquí de Formiguera està situada uns tres quilòmetres al nord-oest del poble de Formiguera, en una zona tradicionalment coneguda per ser coberta de neu bona part de l'any, la coma de Calmasella, en el solei del serrat d'aquest mateix nom. Tant s'hi pot practicar l'esquí alpí, amb dinou pistes definides, com el nòrdic, amb diversos itineraris marcats.

### Caselles
L'antic veïnat de Caselles és actualment desaparegut. Era just a ponent de l'actual nucli urbà de Formiguera, on ara hi ha els Prats de Caselles.

### Galba
Galba, o la Vall de Galba, és un lloc desaparegut situat al nord del terme, més a l'oest d'Esposolla, a la dreta del riu d'aquest nom. És un lloc documentat des de darreries del segle xi fins al XVII. No se'n conserva cap rastre.

### Els masos del terme
Formiguera no té masos, pròpiament. Les construccions dissemides pel terme comunal són barraques, com la Barraca de la Muntanyeta o les Barraques de la zona de Perxes Blanques i la Lladura, el Cortal de Valentí Vergers, el Molí de Ral, o d'en Bonet, el Molí Draper d'en Ribell, el Paller d'en Ventura (els dos darrers, noms ja en desús), el Refugi o Barraca de la Lladura, el Refugi pastoral de la Plana, els Refugis de Camporrells, i la Serradora. Algunes de les construccions aïllades es deuen a la pràctica de l'esquí: Telecadira de la Calmasella, Telecadira de la Serra de Maurí, Teleesquí de la Cabana i Teleesquí de les Perxes Blanques.
El terme de Formiguera té nombrosos ponts: Passarel·la de l'Estany del Mig, Passarel·la de l'Estany Gros, Passarel·la de l'Estany Rodon, Passarel·la dels Prats de Caselles, Pont de les Molines, Pont de la Passada, Pont del Llobet, Pont dels Plans de l'Orriet, Pont de Ral i Pont d'Esposolla. També hi ha dos passos a gual: el Pas de la Lladura i el de la Jaça del Clements.

### Hidrònims

#### Cursos d'aigua
El terme de Formiguera està solcat bàsicament per tres cursos d'aigua importants, cadascun d'ells amb els seus afluents. En primer lloc, l'Aude, que configura tot el sector oriental del terme, el més pla i de menys altitud, i dos afluents seus: la Lladura, a l'oest i centre del terme (entremig aquest riu fa una incursió en el terme dels Angles), i el Galba, al nord, que pràcticament al llarg de tot el seu curs fa de termenal entre Formiguera i Font-rabiosa.
L'Aude entra en terme de Formiguera a prop del seu extrem sud-est, al sud de Vilanova de Formiguera, al sud-est de la capella de Vilanova, i discorre de sud a nord passant a ran, a ponent, del poble de Vilanova, i en surt al nord-est cap al terme de Real i l'Embassament de Puigbalador, on rep l'afluència de la Lladura. En aquest curs, a la plana de l'entorn de Vilanova, rep per la dreta el Rec del Bac del Plet, els de Coma Ermada, el de Roquetilles, el del Solà Gran, el de les Comelles, el de les Orioles i, ja al límit amb Real, el Rec de l'Oriola.
La Lladura travessa pràcticament tot el terme de Formiguera, de ponent a llevant. En el seu curs, en el seu primer tram, des del seu naixement a l'Estany Gros, estany que rep les aigües procedents dels Estanys de Camporrells, de l'Estany Llarg i de l'Estany Rodon a través dels Recs dels Estanys de Camporrells i del Rec de la Coquilla. El primer tram el riu discorre de nord a sud, però en arribar a l'Estany de la Basseta, o la Basseta de Dalt, poc després de rebre per la dreta el Rec dels Estanys Secs, i als estanyols de les Bassetes, el riu gira cap a llevant, supera el Salt dels Porcs i rep per la dreta el Rec de les Callestrines. Decantat cap al sud-est, emprèn un arc que a poc a poc es va decantant cap al nord-est, al bell mig del qual rep per la dreta el Rec de les Carboneres, que aporta les aigües dels recs del Planer de les Carboneres, del Planer de Camporrells i del Roc Roig i, al cap de poc, l'aportació de la Basseta de Baix. Aleshores, la Lladura passa entre la Solana i la Baga de la Lladura, fins que arriba al nord del Refugi de la Lladura, moment en què el curs del riu es decanta clarament cap al sud-est, fins que arriba al límit del terme de Formiguera i entra en el dels Angles.
Quan torna a entrar en el teme de Formiguera després de la incursió que fa en el dels Angles, al sud-oest del terme, també al sud-oest del poble de Formiguera, la Lladura s'adreça cap al nord-est, passa per dessota del Solà de Caselles, i arriba als Prats de Caselles, on entra en contacte amb l'extrem de ponent del nucli urbà de Formiguera, on hi ha la resclosa i el càmping de Formiguera. Sempre cap al nord-est, passa pel sud del barri d'Andorra, o de les Cases d'Amunt, del poble de Formiguera, rep en aquell lloc el Rec de l'Oliva, que aporta també el Rec del Bac de les Planes i el de les Planes d'Amunt, després també pel sud del nucli originari del poble de Formiguera i, sempre cap al nord-est, travessa la part més plana del terme i va de dret cap al poble de Real, a les envistes del qual la Lladura es converteix en l'element que marca el límit de les dues comunes. El darrer, i curt, tram del riu esdevé termenal entre Formiguera i Real, travessa les partides de les Illes i dels Prats de la Ribera, passa pel costat de ponent del poble de Real i poc després d'aboca en l'Embassament de Puigbalador.
Finalment, la Galba només en la seva riba dreta és del terme de Formiguera, ja que des de la Jaça de les Formigues fa de límit amb el terme de Font-rabiosa. Procedents del de Formiguera rep per la dreta el Rec dels Serrats Verds, o del Corral del Rabosa, el Rec de la Peira Escrita, que hi aporta també els recs del Puig de Morters, del Coll de l'Home Mort, del Ras de la Sal i del Forat de la Caixa, més tard el de la Muntanyeta i els de la Baga de Vall de Galba.

#### Llacs, estanys i embassaments
Com tot el Capcir, la presència d'estanys o llacs i embassaments és abundant en el terme comunal de Formiguera. El més gran és el Llac o Embassament de Puigbalador, tot i que només una petita part pertany al terme de Formiguera. La resta són estanys de muntanya, algun d'ells completat amb una petita resclosa per a engrandir-lo lleugerament. A l'extrem nord-oest del terme hi ha l'Estany del Diable, del qual flueix cap a llevant el Rec de la Peira Escrita, afluent de la Galba. Més al sud, i ja dins de la vall de la Lladura, hi ha tot un circ d'estanys, que alimenten aquest riu: d'occident a orient, l'Estany de l'Home Mort, els Estanys de Camporrells, amb els Estanys de Dalt i les Bassetes de Camporrells, que en formen part i les Basses de la Coquilla, en el rec d'aquest nom, l'Estany Llarg, l'Estany Rodon, l'Estany Gros, l'Estany del Mig, els Estanys Secs, l'Estany de la Basseta, o la Basseta de Dalt, les Bassetes i la Basseta, o Basseta de Baix o de la Lladura, que constitueixen un llarg rosari d'estanys de muntanya encadenats pel mateix curs d'aigua. Abans de la Basseta de Baix hi ha el Salt dels Porcs.
Més al sud es troben encara els Botassos, o Estany de l'Ànec, a l'extrem sud-oest del terme, d'on arrenca el Rec de la Carbonera, l'Herber, entre l'Estany de l'Ànec i els Estanys Secs, d'on surt el Rec de les Planes de Camporrells, i el Llac de l'Oliva, situat a prop a ponent del poble de Formiguera. Hi ha també alguns aiguamolls, aquí denominats mollera: dues molleres anomenades del Pla de les Carboneres i la Mollera del Ras de la Sala.

#### Canals d'irrigació
Es troben a Formiguera alguns canals d'irrigació, tots ells a la zona plana del poble cap a llevant: el Rec de Caselles, el de la Mata, el de la Molina, el del Molí de Ral, el de Matamala, o del Llac de Matamala i la Respalma del Rec.

### Orònims
Uns quants dels topònims de Formiguera denoten espais geogràfics definits o formes de relleu, com obagues: el Bac, el Bac de Coma Ermada, el Bac de Dellà, el Bac de la Font, el Bac de les Planes d'Amunt, el Bac de l'Oriola, la Baga de la Lladura, la Baga de la Muntanyeta, la Baga de Vall de Galba, o la Baga; boscs: Bosc de la Comuna (nom antic, ara Bosc Sectorial de Formiguera), Bosc de les Perxes Blanques, Bosc,o Bac, d'en Dalbiès, Bosc Sectorial de Vilanova, Bosc Estatal del Camí Ramader, Bosc Estatal de Camporrells; Clots: el Clot Aiguader (nom antic), el Clot de la Font, el Clot Rodó, els Clots; collades: la Collada, el Coll de Ganyada, el Coll de Censà, el Coll de l'Home Mort, el Collet; comes: la Coma d'en Canal, la Coma d'en Pallars, Coma Ermada, Coma Cornebanes (nom antic), les Comelles; costes: la Costa del Pam; muntanyes: la Muntanyeta, el Petit Peric, el Pic, o Puig de Camporrells, el Puig de la Portella Gran, o Pic dels Solanets, o de la Grava, Puig de l'Home Mort, o del Ras de la Sal, el Puig de l'Orri, el Puig del Pam, el Puig dels Agrellons, el Puig de Morters, el Puig de Terrers, o del Coll de Terrers, el Puig Peric i el Puig Rodon (nom antic); planes: Pla del Boc, la Plana, el Planer de Camporrells, el Planer, o Pla, de les Carboneres, les Planes d'Amunt, abans la Plana d'Amunt, els Plans de l'Orriet; roques destacades: el Roc Blanc, el Roc de l'Aixecada, o, simplement, l'Aixecada, el Roc de l'Àliga, el Roc de la Lladura, el Roc de les Callestrines, el Roc de les Perxes Blanques, el Roc Groc, el Roc Negre, el Roc Roig, el Roquet i Roquetilles, o Roquetelles; serres i serrats: Serra de Dellà, Serra del Pelat, Serra del Pla del Bosc, Serra del Roquet, Serra dels Alarbs, Serra dels Serrats Verds, Serra de Maurí, Serra, o Serrat, de Morters, la Serra Petita, Serrat de la Calmasella i els Serrats Verds; solanes: el Solà, el Solà de Caselles, el Solà de l'Agorès, el Solà de Roquetilles, el Solà Gran, la Solana de la Lladura i els Solanets.

### El terme comunal
Le partides o indrets específics del terme comunal de Formiguera són l'Agorès de Galba, les Bosigues, la Calmasella, el Camí Cerdà, el Camí de la Capella, abans Camps delCamí de la Capella, el Camí dels Angles, el Camí de Vilanova, abans Camps del Camí de Vilanova, el Camp de Roc, els Camps de Creu, els Camps de la Casa, abans, de Dessús la Casa, els Camps de la Mateta, els Camps de la Riba, els Camps de la Tira, els Camps del Camí de Matamala, els Camps del Pal, els Camps del Roc, els Camps dels Quatre Batlles, els Camps Grossos, els Canemars (nom antic), la Capella, les Carboneres, les Carreteres, el Cementiri, la Ciutadella, les Closes (dos, en llocs diferents), la Colomina, o les Colomines, les Colomines (diferent de l'anterior), els Conillars, la Coquilla, els Corralets, els Cotius, la Creu, Dejús el Camí de Creu, abans Camps del Camí de Creu, Dejús el Camí de França, Dejús el Camí dels Angles, Dessús el Camí de Creu, la Devesa, la Divisió dels Pasquers Reials, la Drecera, les Erasses, les Escomes, les Escreus, les Esplanelles, els Esquers, l'Estació d'esquí de Formiguera, l'Estany del Diable, els Estanys de Camporrells, els Evols, el Faig (els dos darrers, noms antics), les Feixes, el Fons de l'Agorès, el Forat de la Caixa, el Garraver, abans els Garravets, les Illes, les Illes del Camí de Real, les Illes de Real i les Illes de Puigbalador (totes dues ara submergides), la Jaça de Ganyada, la Jaça de la Llosa, la Jaça del Clements, la Jaça de les Formigues, la Jaça del Gat, la Jaça Rodona, la Jaceta, les Jacetes, la Mata, el Mercadal (nom antic), la Mollera Fosca, el Morral, els Morrals de Ral, l'Oratori, les Orioles, els Pasquers Reials, la Peira Dreta, la Peira Escrita, el Pelat, el Pit dels Esquers, el Pont de les Molines, el Pont dels Plans de l'Orriet, el Prat de l'Estany, els Prats Claus, els Prats de Caselles, els Prats de la Molina, els Prats de la Plana, els Prats del Pardís, els Prats del Roc, els Prats dels Tarters, els Prats del Tener, els Prats de Ribes, els Quatre Camins, la Quera, el Queragut (els dos darrers, noms antics), el Racó, el Ras de Camporrells, el Ras de la Sal, el Raver, la Renarda, les Ribes del Prat Rodon, Saint-Trop, les Saleres, el Salt dels Porcs, la Tallada i Volpillera (nom antic).

#### Senyals termenals
La Creu de la Farga, o del Prat d'en Cortí, la Creu de la Jaceta, la Creu de la Lladura, la Creu de la Serra del Pelat, la Creu de la Serra del Pla del Bosc, la Creu de la Serra Petita, la Creu del Coll de Censà, la Creu del Coll de Ganyada, la Creu del Prat de Claveria, la Creu del Roc de l'Aixecada, la Creu del Roquet, la Creu d'en Pasqual (pronunciat Pascal), la Fita, la Fita del Camí de la Capella, la Fita del Camí de Vilanova, la Fita del Camp del Toni, la Fita del Camp d'en Claveria, les Fites del Camp d'en Niort, les Fites de la Mata, la Peira, o Pedra, Dreta, o dels Quatre Batlles, el Piló dels Meners, el Roc de la Lladura i el Roc Groc.

## Transports i comunicacions

### Carreteres
Pel terme de Formiguera passen fins a quatre carreteres departamentals: la D - 118, la D - 32, la seva variant D - 32e i la D - 4g.
- La D - 118 (N - 116, a la Cabanassa - límit del Capcir, a Puigbalador), que enllaça la Formiguera amb la major part dels pobles del Capcir, directament o indirecta, amb la comarca del Conflent i, de l'altra banda, amb el Donasà. Per aquesta carretera Formiguera dista 3,8 de Matamala, 15,1 de la Llaguna i 4,7 de Puigbalador. És la carretera que vertebra les principals comunicacions de Formiguera.
- La D - 32 (D - 118, a la Llaguna - D - 118, a Formiguera), travessa el terme de Formiguera des de l'extrem sud del seu terme comunal, fins al nord-est, on s'aproxima molt al poble de Real i a l'Embassament de Puigbalador.
- La D - 32e (D - 32, a Formiguera - Odelló de Real) és la variant de l'anterior que permet la unió de la carretera D - 32 amb els pobles de Real i Odelló de Real.
- La D - 4g (Formiguera - Real) és la carretera que uneix les dues poblacions esmentades amb Vilanova, que és entre elles dues.

### Transport públic col·lectiu
Per Formiguera passa la línia 261, que enllaça amb la 260 per tal d'anar cap a Perpinyà, fa el traçat de Montlluís a Formiguera passant per la Llaguna, els Angles i Matamala. Cobreix tres serveis diaris en cada direcció, i un de sol el diumenge i dies de festa.

### Els camins del terme
Atès que les carreteres circulen únicament per la part plana del terme, la vall de l'Aude, a llevant, la resta del terme està solcada per tot de camins i pistes, moltes d'elles de muntanya. Els camins que comuniquen amb els pobles i termes veïns són el Camí de França, el de la Capella, o dels Angles a la Capella, el Camí del Morral, que s'adreça a Real, on és anomenat Camí de Prats de Ribes, el Camí de Real des de Censà, el Camí de Real des de Formiguera, el Camí de Real des de Puigbalador, el Camí de Real des de Vilanova, el Camí d'Esposolla a Puigbalador, el Camí Vell de Font-rabiosa, el Camí Vell de Montlluís, o Camí Cerdà, el Camí Vell de Puigbalador a Real, ja desaparegut, el Camí Vell d'Esposolla, o del Collet, la Ruta, o Camí dels Angles, la Ruta de Montlluís, la Ruta de Quillan i el Torn del Capcir.
Els camins interns del terme de Formiguera són la Branca de la Mateta, el Camí de Creu de Formiguera, el Camí de Creu de Vilanova, el Camí de la Calmasella a la Jaça de la Llosa, el de la Capella, el de la Ciutadella, el de l'Agorès, el de la Jaça de la Llosa a la Peira Escrita, el de la Lladura, el de la Mateta, el de la Muntanyeta a la Jaça de la Llosa, el de la Muntanyeta a la Peira Escrita, el de la Muntanyeta a la Ruta de Camporrells, el de la Muntanyeta al Roc Groc, el de la Plantada, el de la Tallada, el del Cargol, el de les Closes, el de les Colomines, el de les Creus, el de les Escomes, el de les Planes d'Amunt, el del Roc Groc, el dels Clots, el dels Morrals, el Camí, o Ruta, de Vilanova, el Camí Vell de Camorrells, la Drecera, la Ruta de Camporrells, o Ruta Forestal de Camporrells, la Ruta Forestal, o Camí, del Bac de Dellà, la Ruta Forestal del Pla del Bosc, la Ruta Forestal del Roquet, la Ruta Forestal de Vall de Galba, la Ruta Forestal de Vilanova, la Tira de la Baga i la Tira, o Camí, del Pla del Boc.

## Activitats econòmiques
L'economia derivada de l'explotació del bosc ara la base tradicional de l'economia local, gràcies a l'explotació de la fusta, tant com a llenya per al consum casolà o industrial, o com a fusta serrada i treballada per a la construcció o mobiliari; per això, a Formiguera hi havia diverses serradores, algunes de les quals són encara actives. Fora d'això, l'agricultura arribava a l'explotació de quasi 300 hectàrees, en una quinzena d'explotacions. La majoria d'aquestes terres eren destinades a prats o a la producció de farratge; una part important dels prats és comunal. Hi ha una quarantena d'hectàrees destinades a collir cereals, principalment sègol. El bestiar és abundant, en bona part per l'existència dels prats comunals: uns 300 caps de boví, amb una cooperativa lletera local, i una trentena d'ovelles.
Des de les dues darreres dècades del segle xx, l'economia de lleure ha esdevingut també molt important, amb l'estació d'esquí i un Centre Familiar de Vacances a les Esplanelles, amb càmping i uns 130 apartaments, a més de llocs on practicar diversos esports (la federació francesa de pesca i piscicultura hi té una delegació) de manera que l'explotació del turisme constitueix la base fonamental de la seva economia actual. A l'època estival i en plena temporada d'esquí, la població de la comuna pot arribar a unes 2.000 persones, dels quals tan sols uns 450 hi són residents tot l'any.

## Història

### Prehistòria
En diversos llocs del terme de Formiguera han estat trobades romanalles d'antigues cultures, com a la Devesa, al sud del poble, on hi ha una pedra dreta que és un fals menhir, a més de restes d'un hàbitat prehistòric. Al nord-oest del terme, a la vall de la Galba, hi ha pedres gravades, al lloc anomenat la Pedra Escrita, prop de l'Estany del Diable.

### Edat mitjana
El lloc de Formiguera és esmentat per primer cop en un document de l'any 873, l'acta de consagració de Santa Maria de Formiguera, signada, entre d'altres, per Guifré el Pelós, aleshores comte d'Urgell i de Cerdanya, el seu germà Miró el Vell, administrador del Conflent i del Capcir. A la mort del darrer, el 896, el territori de Formiguera passava a mans del Comte de Cerdanya. El 1075, el comte Guillem Ramon cedia cinc masos d'aquest territori al monestir de Sant Miquel de Cuixà, com a compensació d'un ultratge sacríleg fet en aquest monestir per homes del comte, en què havien maltractat, a Cuixà, el comte de Rosselló Guislabert II.
El segle xii el territori de Formiguera era infeudat a la família dels de So: el 1312, Guillem Ramon de So, senyor de Rocafort de Salt, prestava homenatge per la meitat dels delmes de Formiguera a Bernat de So, senyor d'Èvol, parent seu. Bernat de Tord, de Vilafranca de Conflent, administrava aquests territoris. Ja al segle xiv, el rei Joan I concedí les justícies de Formiguera i Matamala a Joan Garrius, fidel al rei, i tot seguint, a principis del XV, era Pere d'Hortafà qui aconseguia la lleuda reial de Formiguera. El seu fill, anomenat de la mateixa manera, perdia els seus béns confiscats per Lluís XI de França, a ran de la Guerra Civil catalana de mitjan segle xv, però els recuperà el 1493. La senyoria de Formiguera passà a mans, en el dot, de Joana d'Hortafà, casada amb Damià Descatllar.

### Edat Moderna
Ja al segle xviii, Francesc Xavier de Tord duia el títol de senyor de Formiguera; el 1761 el succeïa el seu cosí germà, Josep d'Oms i de Tord, qui emigrà el 1793 arran de la Revolució Francesa.
Paral·lelament, els Safortesa de Mallorca portaven el títol de comte de Santa Maria de Formiguera, després d'haver-lo obtengut el 1632 de Felip IV sobre els seus feus a Formiguera. El 1671 Ramon Burgues-Safortesa i Nét perdé un plet contra el fill de Lluís Descatlar, el qui havia venut les seves propietats a Formiguera als Safortesa, i així els Safortesa perderen llurs propietats al Conflent; no obstant això, el títol continuà vinculat a la família, que al segle xviii passà als Ferrer de Sant Jordi, els quals encara avui en dia l'ostenten.

## Demografia

### Demografia antiga
La població està expressada en nombre de focs (f) o d'habitants (h)
| 50 f | 39 f | 36 f | 24 f | 8 f | 3 f | 14 f | 9 f | 45 f | 34 f | 511 h | 107 f | 112 f |

(Fonts: Pélissier, 1986.)
Notes:
- 1378: dels quals, 4 f per a Galba;
- 1515: dels quals, 2 f per a Vilanova;
- 1774: una part està recensada amb Font-rabiosa;
- 1789: per a Formiguera i Galba.

### Demografia contemporània
| Evolució de la població |      |      |      |      |      |      |      |      |
| 1793                    | 1800 | 1806 | 1821 | 1831 | 1836 | 1841 | 1846 | 1851 |
| 619                     | 604  | 713  | 700  | 804  | 875  | 867  | 954  | 818  |

| 1856 | 1861 | 1866 | 1872 | 1876 | 1881 | 1886 | 1891 | 1896 |
| ---- | ---- | ---- | ---- | ---- | ---- | ---- | ---- | ---- |
| 810  | 799  | 816  | 826  | 762  | 734  | 741  | 721  | 653  |

| 1901 | 1906 | 1911 | 1921 | 1926 | 1931 | 1936 | 1946 | 1954 |
| ---- | ---- | ---- | ---- | ---- | ---- | ---- | ---- | ---- |
| 612  | 640  | 605  | 566  | 520  | 508  | 429  | 421  | 419  |

| 1962 | 1968 | 1975 | 1982 | 1990 | 1999 | 2006 | 2011 | 2015 |
| ---- | ---- | ---- | ---- | ---- | ---- | ---- | ---- | ---- |
| 353  | 370  | 313  | 312  | 357  | 434  | 435  | 414  | 457  |

Fonts: Ldh/EHESS/Cassini fins al 1999, després INSEE a partir deL 2004

### Evolució de la població

Població 1962-2008

## Administració i política

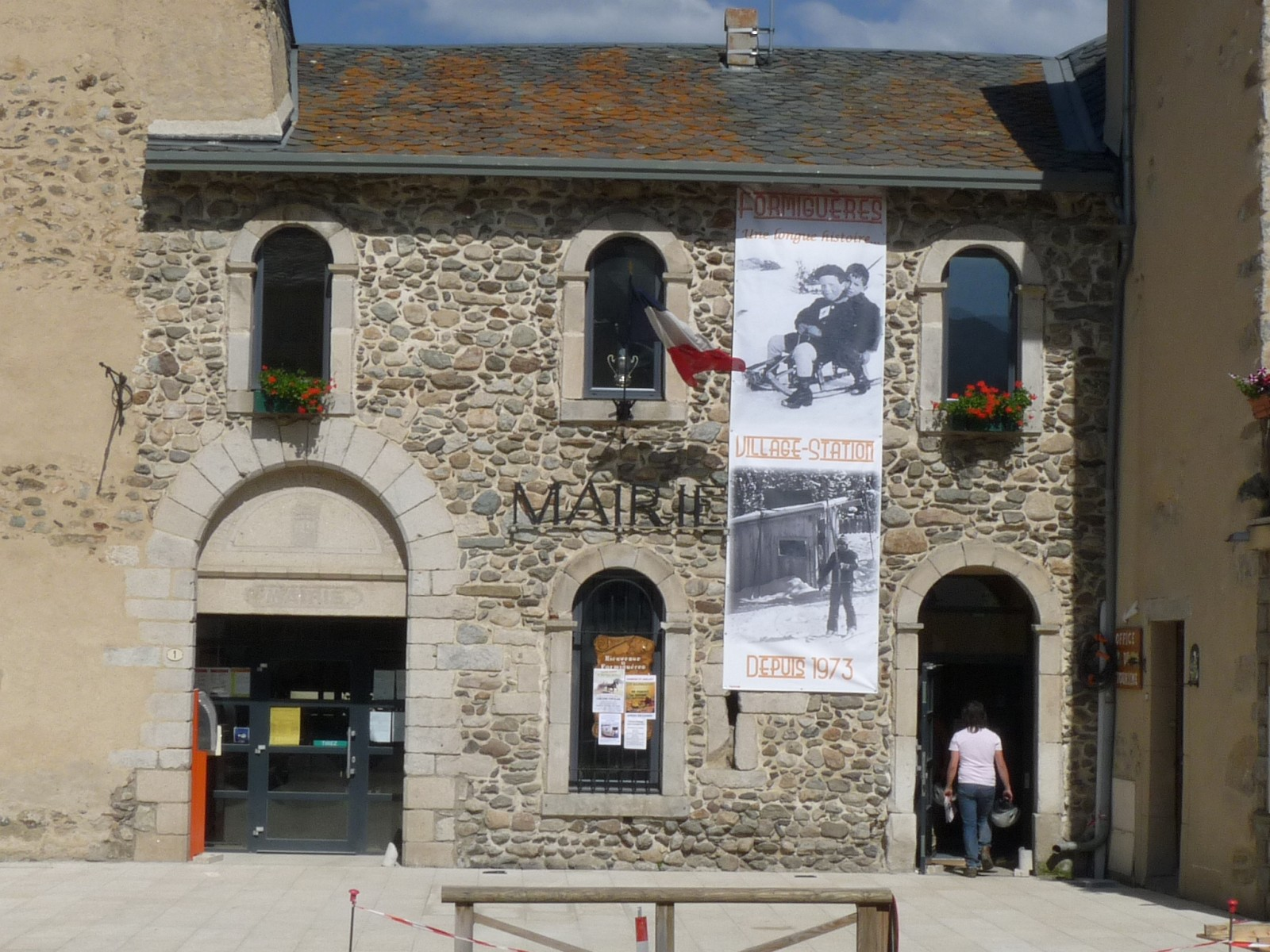
La Casa del Comú

### Batlles
| Alcalde                                     | Període                       |
| ------------------------------------------- | ----------------------------- |
| Francesc Pixeire (François Picheyre)        | 1792 - 1793                   |
| Joan Antoni Estrada (Jean Antoine Estrade)  | 1793 - 1795                   |
| Josep Aggery (Joseph Aggery)                | 1795 - 1800                   |
| Jaume Sovella (Jacques Soubeille)           | 1800 - 1800                   |
| Gil Oliva (Gilles Olive)                    | 1800 - 1801                   |
| Pere Sans (Pierre Sans)                     | 1801 - 1802                   |
| Isidre Vergés (Isidore Vergés)              | 1802 - 1813                   |
| Ramon Brunet (Raymond Brunet)               | 1813 - 1813                   |
| Josep Bocabella (Joseph Boucabeille)        | 1813 - 1816                   |
| Bonaventura Marià (Bonaventure Maria)       | 1816 - 1817                   |
| Joan Antoni Vergés (Jean Antoine Vergés)    | 1817 - 1819                   |
| Valentí Vergés (Valentin Vergés)            | 1819 - 1830                   |
| Joan Antoni Estrada (Jean Antoine Estrade)  | 1830 - 1830                   |
| Joan Merlat (Jean Merlat)                   | 1830 - 1833                   |
| Valentí Vergés (Valentin Vergés)            | 1833 - 1840                   |
| Pere Antoni Sans (Pierre Antoine Sans)      | 1840 - 1846                   |
| Josep Bocabella (Joseph Boucabeille)        | 1846 - 1848                   |
| Joan Merlat (Jean Merlat)                   | 1848 - 1848                   |
| Valentí Oliva (Valentin Olive)              | 1848 - 1850                   |
| Joan Coma (Jean Come)                       | 1850 - 1851                   |
| Josep Pixeire (Joseph Picheyre)             | 1851 - 1855                   |
| Jaume Estrada (Jacques Estrade)             | 1855 - 1860                   |
| Pere Merlat (Pierre Merlat)                 | 1860 - 1870                   |
| Joan Coma (Jean Come)                       | 1870 - 1871                   |
| Pau Sans (Paul Sans)                        | 1871 - 1885                   |
| Pau Cristòfol (Paul Christofeul)            | 1885 - 1888                   |
| Pau Sans (Paul Sans)                        | 1888 - 1889                   |
| Pau Cristòfol (Paul Christofeul)            | 1889 - 1892                   |
| Joan Baptista Merlat (Jean Baptiste Merlat) | 1892 - 1896                   |
| Pau Cristòfol (Paul Christofeul)            | 1896 - 1900                   |
| Vicent Bocabella (Vincent Boucabeille)      | 1900 - 1912                   |
| Josep Merlat (Joseph Merlat)                | 1912 - 1913                   |
| Joan Sans (Jean Sans)                       | 1913 - 1945                   |
| Francesc Pixeire (François Picheyre)        | 1945 - 1983                   |
| Valentí Canet (Valentin Canet)              | 1983 - 1989                   |
| Claudi Cristòfol (Claude Christofeul)       | 1989 - 1995                   |
| Yves Baso                                   | 1995 - Març del 2008          |
| Philippe Loos                               | Març del 2008 - Moment actual |

### Legislatura 2014 - 2020

#### Batlle
- Philippe Loos, encarregat de la Comissió de Pressupost i Finances i de la de Seguretat a la Comuna.

#### Adjunts al batlle[15]
- 1r: Daniel Gomes, encarregat de la Comissió de Turisme i Promoció i membre de la d'Urbanisme i Permisos de construcció
- 2n: Bernard Vergès, encarregat de la Comissió de Personal i Obres i membre de la de Seguretat a la Comuna
- 3r: Maxime Brilliard, encarregat de la Comissió d'Aigua, Bosc, Agricultura i Ramaderia

#### Consellers municipals
- Marie Lopez, membre de la Comissió de Turisme i Promoció i de la d'Entorn, Patrimoni i Cultura, i encarregada de la d'Animació i Lligam social
- Clémence Ciccariello, membre de la Comissió de Turisme i Promoció, de la d'Urbanisme i Permisos de construcció i de la d'Entorn, Patrimoni i Cultura
- Corinne Perarnaud, membre de la Comissió d'Aigua, Bosc, Agricultura i Ramaderia i encarregada de la d'Ajuda social
- Patrick Miran, membre de la Comissió de Personal i Obres, de la d'Aigua, Bosc, Agricultura i Ramaderia i de la de Seguretat a la Comuna
- Françoise Poroli, membre de la Comissió d'Aigua, Bosc, Agricultura i Ramaderia i de la d'Ajuda social, i encarregada de la Comissió d'Urbanisme i Permisos de construcció i de la d'Entorn, Patrimoni i Cultura
- Christelle Chevrier-Montane, membre de la Comissió d'Ajuda social, de la de Seguretat a la Comuna, de la d'Animació i Lligam social i de la d'Entorn, Patrimoni i Cultura
- François Doumergue, membre de la Comissió d'Urbanisme i Permisos de construcció, de la d'Ajuda social, de la d'Animació i Lligam social i de la d'Entorn, Patrimoni i Cultura.

### Agermanaments
Des de 2013 està agermanada amb Valldemossa.

### Adscripció cantonal

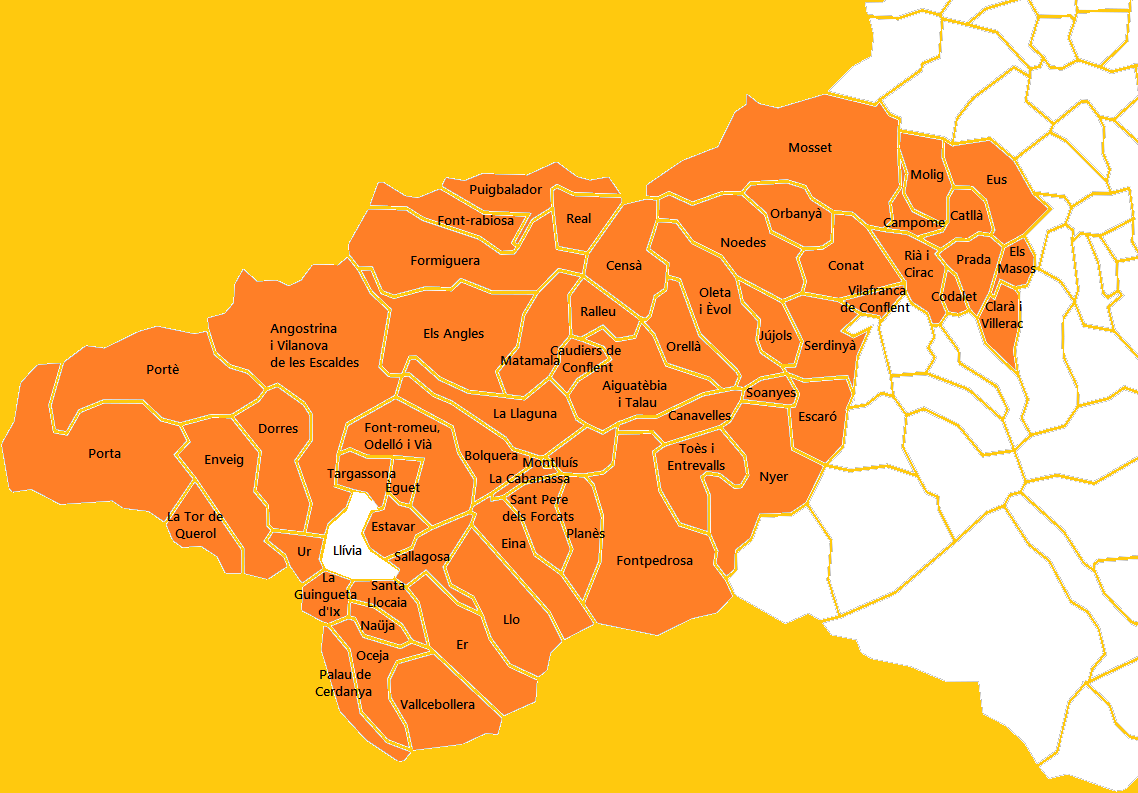
Mapa del Cantó dels Pirineus Catalans

A les eleccions cantonals del 2015 Formiguera ha estat inclòs en el cantó número 13, dels Pirineus Catalans, que inclou els pobles d'Angostrina i Vilanova de les Escaldes, Bolquera, Dorres, Èguet, Eina, Enveig, Er, Estavar, Font-romeu, Odelló i Vià, la Guingueta d'Ix, Llo, Naüja, Oceja, Palau de Cerdanya, Porta, Portè, Sallagosa, Santa Llocaia, Targasona, la Tor de Querol, Ur i Vallcebollera, de la comarca de l'Alta Cerdanya, els Angles, Font-rabiosa, Formiguera, Matamala, Puigbalador i Ral, de la del Capcir, i les viles de Montlluís, Prada i Vilafranca de Conflent i els pobles d'Aiguatèbia i Talau, la Cabanassa, Campome, Canavelles, Catllà, Caudiers de Conflent, Censà, Clarà i Villerac, Codalet, Conat, Escaró, Eus, Fontpedrosa, Jújols, la Llaguna, Els Masos, Molig, Mosset, Noedes, Nyer, Oleta i Èvol, Orbanyà, Orellà, Planès, Ralleu, Rià i Cirac, Sant Pere dels Forcats, Sautó, Serdinyà, Soanyes i Toès i Entrevalls, de la del Conflent, amb capitalitat a Prada. Són conselleres per aquest cantó Jean Castex i Hélène Josende, de la Unió de la Dreta.

### Serveis comunals mancomunats
Matamala forma part de la Comunitat de comunes dels Pirineus Catalans, amb capitalitat a la Llaguna, juntament amb Aiguatèbia i Talau, els Angles, Bolquera, la Cabanassa, Caudiers de Conflent, Censà, Eina, Font-romeu, Odelló i Vià, Font-rabiosa, Formiguera, la Llaguna, Matamala, Montlluís, Planès, Puigbalador, Ralleu, Real, Sant Pere dels Forcats i Sautó.

## Educació i Cultura

### Educació

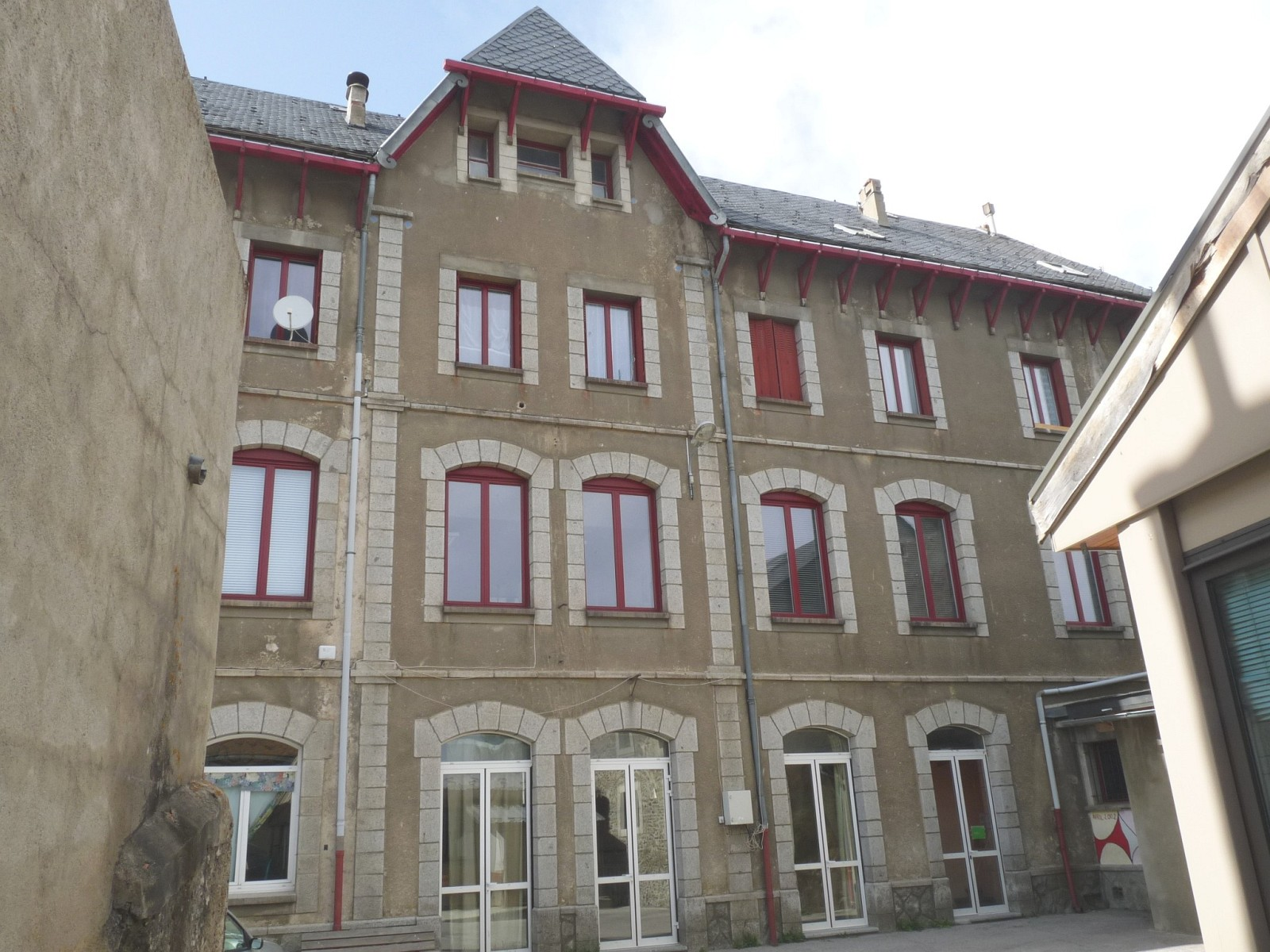
L'escola de Formiguera, gran edifici ara en bona part en desús com a escola

A Formiguera hi ha un sol establiment escolar: l'Escola Pública de Formiguera, amb una sola secció, la de primària. No n'hi ha de maternal, però els formiguerencs poden optar per portar els infants d'aquest nivell a les escoles dels Angles, Bolquera, la Cabanassa, Matamala o Montlluís, o també a la del poble occità de Rosa. Els col·legis més propers són a Font-romeu, Odelló i Vià (Col·legi climàtic i esportiu i Col·legi La Forêt). El batxillerat es pot cursar també a Font-romeu, al Liceu Pierre de Coubertin, o al Liceu Agrícola Mas Blanc de la Guingueta d'Ix.

### Mediateca
Formiguera té mediateca municipal, que comparteix espai amb l'Oficina de Turisme local, al número 1 de la Plaça de l'Església.

### Vida cultural
Un total de vuit associacions de caràcter divers (des de caça i pesca fins a salvaguarda del patrimoni i música, per exemple) asseguren una vida cultural i associativa força rica.

### L'esport
També de caràcter molt divers, fins a nou associacions esportives del mateix poble, i tres altres de fora que hi tenen practicants, garanteixen la pràctica de l'esport a Formiguera, en modalitats molt diverses.

### Llengua catalana
Formiguera, a més del seu paper destacat de capital històrica del Capcir, té un pes important pel que fa a l'estudi de la seva varietat peculiar de català: el capcinès. Fou el punt de partida de l'Atlas Lingüístic de Catalunya d'Antoni Griera i també va ser el punt d'enquesta privilegiat d'altres atles lingüístics (com l'Atles Lingüístic del Domini Català).